# Pelc nad Klonicami
Pelc nad Klonicami (tudi imenovan Pinja in Kloniški Pelc) (2442 m) je izrazita gora, ki se nahaja v osrčju skupine Jalovca.
Njegov vrh stoji na skrajnem severnem robu gorskega masiva Pelcev, na katerega smo gorniki pozabili. Greben se razteza od Pelca za Rušo (2133 m) vse do omenjenega vrha po ozkem in strmem pobočju nad prepadi Zadnje Trente (900 m) in doline Bale (1181 m). Pod goro se nahaja Zavetišče pod Špičkom (2064 m), iz katerega pa lahko dosežemo vrh le s profesionalno plezalno opremo, saj nanj ne vodijo označene temveč le delno označene poti. Iz vrha se vidijo gorske skupine Triglava (2864 m), Razorja (2601 m) in Prisanka - Prisojnika (2547 m), Škrlatice (2740 m), Kanina (2587 m), Krna (2244 m) in Bogatina - Bogatin (1977 m), Mahavšček ali Veliki Bogatin (2008 m) ter Jalovca (2645 m) in Mangarta (2678 m). Ob lepem vremenu se vidijo tudi avstrijski vrhovi v Visokih Turah kot sta Großvenediger (3657 m) in Großglockner (3797 m).

## Greben Pelcev
Greben Pelcev (tudi znan pod imenom gore nad Srednjico) je gorski greben, ki se nahaja med Pelcem za Rušo in Pinjo. Greben ima na obeh straneh steno, čeprav je vzhodna, ki se spušča v Zadnjo Trento (900 m) bolj privlačna od zahodne stene, ki pada v Balo (1181 m), saj je zahodna močno razbrazdana. Čeznjo se vleče dolga gredina Klonice, ki je dala ime opisanemu vrhu. Viden je razen iz Zadnje Trente in Bale tudi iz doline Loške Koritnice (780 m), iz katere imamo dostop na vrh po delno označeni poti, vendar je vzpon dolg, naporen zaradi velike relativne višine in tudi tehnično zelo zahteven. Gora je zadnja, najbolj izrazita in najtežje dostopna gora v osrednjem grebenu Pelcev. Od njegovega vrha se proti jugu greben nadaljuje na Veliki Pelc (2388 m), naprej pa na Srednji Pelc (2338 m), Zadnji Pelc (2315 m) in že na prej omenjeni Pelc za Rušo (2133 m) 

## Zavetišče pod Špičkom
Zavetišče pod Špičkom (2064 m) je pomembna planinska postojanka pod vznožjem Špička (2192 m). Včasih je tam stala italijanska postojanka, potem pa je bila leta 1950 preurejena v planinsko, ki jo danes upravlja PD Jesenice. Čeprav stoji pod Pelcem nad Klonicami se redko kdo odloči za vzpon nanj iz zavetišča, saj je Špiček poleg tega tudi idealno izhodišče za vzpon na 2645 m visoki Jalovec ali 2480 m visoki Veliki Ozebnik, ki sta veliko bolje poznani gori v Julijskih Alpah. Razen tega Pelci tudi drugače silno redko pričakajo obisk, zato spadajo med ene izmed najmirnejših kotičkov v naših gorah. Iz zavetišča imamo širen razgled proti Triglavskem pogorju (2864 m) in skupini Škrlatice (2740 m), ki sta od tod kar precej oddaljeni. V Zavetišču pod Špičkom lahko prenočimo od julija do septembra, ko pa je zavetišče zaprto pa v manjšem zimskem bivaku, ki ima štiri ležišča.

## Skupina Jalovca in Mangarta
Pelc nad Klonicami se nahaja na koncu in je tudi najvišja gora v grebenu Pelcev. Od njegovega vrha se greben strmo spusti proti zavetišču (2064 m), potem pa se nadaljuje gorska skupina Jalovca (2645 m) in Mangarta (2678 m). Poleg njiju tam kraljujejo številne gore kot so Veliki Ozebnik (2480 m), Travnik (2378 m), veriga Rateških Ponc - Mala Ponca/Ponza Piccola (1925 m), Visoka Ponca/Ponza Grande (2274 m), Srednja Ponca/Ponza di Mezzo (2230 m), Zadnja Ponca/Ponza di Dierto (2242 m) in Mojstrovka - Mala Mojstrovka (2332 m), Velika Mojstrovka (2366 m), Zadnja Mojstrovka (2354 m). Skupina Jalovca in Mangarta je ena izmed največjih v Julijskih Alpah. Dviga se nad dolinami Zadnja Trenta (900 m), Spodnja Trenta (620 m), Bavšica (698 m), Bala (1181 m), Loška Koritnica (780 m), Planica (920 m), Tamar (1108 m), Mala Pišnica (1066 m) in Velika Pišnica (870 m). 

## Gredine
Pod grebenom Pelcev se nahajajo tri gredine. To so, Srednjica, pod Pinjo in Klonice.

### Srednjica
Srednjica je od vseh treh gredin največja. Zaradi nje so Pelci znani tudi pod imenom gore nad Srednjico. Verjetno je zaradi tega tudi najbolj znana. Od melišča pod Pinjo ga loči le neizrazit vrh Vršac (2112 m), ki je tudi znan kot meja med osrednjim in stranskim grebenom. Od tukaj izgledata Zadnji (2315 m) in Srednji Pelc (2338 m) dokaj mogočna zaradi njene 100 m visoke stene. V njih so speljane tudi plezalne smeri.

### Pod Pinjo
Pod Pinjo je poleg Klonic najbližja gredina najvišjemu, najlepšemu in najbolj mogočnemu Pelcu. Ime ima po vrhu, ki je znan tudi kot Pinja. Če smo na vrh namenjeni po plezalnih smereh v vzhodni steni, potem bomo to gredino morali prečkati, ker pa iz vzhodne stene že nekaj časa padajo kamni, je ta gredina kot vse druge melišče, zato ga je neprijetno prečkati. Njena prednost je, ker je najbližja Zavetišču pod Špičkom (2064 m), razen tega pa imamo iz nje najlepši pogled na Pelc nad Klonicami in njegovo mogočno vzhodno steno.

### Klonice
Klonice so od teh treh gredin najbolj strma in zračna. Pozimi se tam zbira snežišče, katero lahko varno prečkamo le z derezami in cepinom, vendar se najveretneje pozimi ne bomo odpravljali na Klonice. Tja se je najlepše odpraviti poleti in takrat splezati smer v izpostavljeni jugo-zahodni steni. Razen tega, da so Klonice najbolj strme in izpostavljene so tudi slikovno najbolj zanimive.

## Razgledi
Iz vrha se odpirajo lepi pogledi na:

### Jug
- Skutnik (1720 m), Stol (1673 m), Pelci - Pelc za Rušo (2133 m), Zadnji Pelc (2315 m), Srednji Pelc (2338m), Veliki Pelc (2388 m), Bavški Grintavec (2347 m), Krn (2244 m), Mahavšček ali Veliki Bogatin (2008 m), Plaski Vogel (2349 m).

### Vzhod
- Veliko Špičje (2396 m), Malo Špičje (2312 m), Kanjavec (2568 m), Triglav (2864 m), Srebrnjak (2100 m), Trentski Pelc (2109 m), Pihavec (2419 m), Razor (2601 m), Prisank ali Prisojnik (2547 m), Vršič - prelaz (1611 m).

### Sever
- Mojstrovka - Mala Mojstrovka (2332 m), Velika Mojstrovka (2366 m), Zadnja Mojstrovka (2354 m), Travnik (2378 m), Šite (2305 m), Jalovec (2645 m), Mangart (2678 m),  Großglockner (3797 m), Großvenediger (3657 m).

### Zahod
- Viš (2666 m), Jerebica (2126 m), Kanin - Črnelski špici - Mala Črnelska špica (2273 m), Velika Črnelska Špica (2321 m), Prestreljenik (2498 m), Visoki Kanin (2587 m), Mali Kanin (2570 m).

## Seznam dostopov
Na Pelc nad Klonicami vodijo številne delno-označene poti, poleg njih pa v njegovih treh stenah (JZ stena, S stena, V stena) tudi številne plezalne smeri. Po delno označenih poteh se lahko na njegov vrh povzpnemo iz Zadnje Trente (900 m), Bavšice (698 m), Loške Koritnice (780 m) in Vršiča (1611 m). Označene planinske poti vodijo le do izhodišča - Zavetišče pod Špičkom (2064 m). Seznam delno označenih poti in plezalnih smeri je po težavnosti urejen po alpinistčni lestvici UIAA.

### delno označene poti
Delno-označene poti na Pinjo vodijo iz treh izhodišč. To so Zadnja Trenta - Flori (900 m) ali Koča pri izviru Soče (886 m), Bavšica - Planinsko učno središče Bavšica (698 m), Loška Koritnica - Zatrep doline (780 m) in Vršič - prelaz (1611 m). Vsi vzponi so zelo slikoviti in zanimivi, poleg tega pa so vsi dostopi razen iz Vršiča dolgi zaradi velike relativne višine in tudi tehnično težavni (na nekaterih odsekih do III stopnje) .
| Izhodišče                                                                        | Čas vzpona | Višinska razlika | Težavnost                                 |
| -------------------------------------------------------------------------------- | ---------- | ---------------- | ----------------------------------------- |
| Zadnja Trenta - Koča pri izviru Soče, 886 m (mimo Planine Zapotok, 1385 m)       | 5h ¾       | 1500 m           | Zelo zahtevna, delno označena, (II)       |
| Zadnja Trenta - Koča pri izviru Soče, 886 m (mimo Zavetišča pod Špičkom, 2064 m) | 6h ¼       | 1500 m           | Zelo zahtevna, delno označena, (III/I-II) |
| Bavšica, 698 m (mimo prevala Čez Brežice, 1980 m)                                | 7h         | 1800 m           | Zelo zahtevna, delno označena, (III/I-II) |
| Bavšica, 698 m (mimo Prevale, 1574 m, in čez greben Pelcev)                      | 6h ½       | 1800 m           | Zelo zahtevna, delno označena, (I-II)     |
| Bavšica, 698 m (mimo Planine Bukovec, 1311 m)                                    | 5h ⅓       | 1800 m           | Zelo zahtevna, delno označena, (II/I)     |
| Loška Koritnica, 780 m (mimo prevala Čez Brežice, 1980 m)                        | 6h ⅔       | 1700 m           | Zelo zahtevna, delno označena, (III/I-II) |
| Vršič, 1611 m (mimo Zavetišča pod Špičkom (2064 m)                               | 7h ⅛       | 800 m            | Zelo zahtevna, delno označena, (III/I-II) |

### plezalne smeri
Dostopi na Pelc nad Klonicami po plezalnih smereh ne pridejo pod II stopnjo, zato moramo biti ustrezno opremljeni. Če nam je to pretežko, se napotimo na goro raje po opisanih poteh, ki so za vsaj eno stopnjo lažje.

#### Jugo-zahodna stena
1. Z greben (II-III)
2. Smer Marije Hrast (III-IV)
3. Krivic - Tratnik (III)
4. Zelene Poljane (V/III-IV)
5. Centralna smer (III-IV)
6. Trojka (III-IV)
7. Kratka smer (III-IV)

#### Severna stena
1. Vzhodni greben (III-IV), 1a. Ples oblakov (IV+)
2. Direktna smer (IV+)
3. Spominska smer (III-IV)
4. Varianta Direktne smeri (III-IV)
5. Fancelnova smer (VI/III-IV), 5a. Varianta V greben - Fancelnova smer (IV+/II)
6. Smer trojke (III-IV+), 6a. Varianta trojke (V-/IV)
7. Smer Rupar - Šteblaj (IV/III)

#### Vzhodna stena
1. Neznana smer (III-IV)
2. Časa opojnosti (V/IV)
3. Krč (VI)
4. Zajeda v steni (VI-/V)
5. Spominčica (VII-/V+)
6. Točno opoldne (VI+/IV-VI)
7. Slavcova smer (III-IV)
8. Krušičeva smer (II-III)